# Bitis
Bitis é um género de víboras venenosas que se distribui pela África e Península Arábica meridional. Inclui as maiores e menores víboras de todo o mundo. Os seus membros são conhecidos pelas suas características demonstrações de ameaça que incluem inflar e desinflar os seus corpos ao mesmo tempo que emitem silvos e sopros bastante audíveis. A espécie-tipo para este género é B. arietans, a qual é também a víbora com maior distribuição em África. Actualmente são reconhecidas 14 espécies.
Os membros de este género são vulgarmente conhecidos como víboras-aficanas, ou víboras-sopradoras.

## Descrição
A variação de tamanhos dentro deste género é muito grande, indo desde a muito pequena B. schneideri, que atinge um comprimento máximo de 28 cm e que é provavelmente o menor viperídeo do mundo, até à muito grande B. gabonica, que pode atingir mais de 2 m de comprimento e é a víbora mais pesada do mundo.
Todas têm uma cabeça alargada e triangular com focinho arredondado, distinta do pescoço, e coberta por pequenas escamas enquilhadas e imbricadas. O seu canthus rostralis é também distinto. Várias espécies possuem escamas rostrais ou supra-oculares que se assemelham a chifres. Os seus olhos são relativamente pequenos. Possuem narinas grandes orientadas para fora e/ou para cima. Até 6 filas de pequenas escamas separam as escamas rostrais das nasais. Todas as espécies possuem um saco supranasal. A parte frontal dos ossos maxilares é muito curta, suportando um único par de presas recurvadas.
Estas serpentes são moderada a extremamente corpulentas. Os seus corpos estão cobertos com escamas enquilhadas e imbricadas com fossas apicais. As escamas dorsais são entre 21 e 46. Lateralmente, as escamas dorsais podem ser ligeiramente oblíquas. As escamas ventrais, que são de 112 a 153, são grandes, arredondadas e por vezes com ligeiras quilhas laterais. As suas caudas são curtas e possuem um única escama anal. As escamas subcaudais podem ser de 16 a 37 e por vezes são enquilhadas lateralmente.

## Distribuição geográfica
As víboras-sopradoras podem ser encontradas em África e no sul da Península Arábica.

## Comportamento
As espécies de Bitis são conhecidas pelo comportamente que exibem ao inflar e desinflar os seus corpos durante demonstrações de ameaça que incluem silvos e sopros. São predadores de emboscada terrestres e parecem ser lentas, mas podem atacar com uma rapidez surpreendente. Ao contrário das víboras de fossetas da subfamília Crotalinae, as espécies de Bitis parecem carecer de órgãos sensíveis ao calor e em testes de laboratório não exibiram comportamentos distintos relativamente a objetos frios e quentes que imitavam presas.

## Reprodução
Todos os membros são vivíparos e alguns dão à luz uma grande quantidade de crias.

## Veneno
Todos os mebros deste género são perigosos — alguns extremamente perigosos. Estão disponíveis pelo menos seis antivenenos polivalentes. Cinco são produzidos por Aventis Pasteur (França), Pasteur Merieux (França) e SAIMR (África do Sul). Todos estes protegem especificamente contra B. arietans e quatro cobrem também B. gabonica. Pelo menos um protege especificamente contra mordeduras de B. nasicornis: India Antiserum Africa Polyvalent. No passado, estes antivenenos têm sido usados para tratar mordeduras de outras espécies de Bitis, com resultados variáveis.

## Espécies
| Espécies        | Auoridade                                       | Subesp.* | Nome-comum                     | Distribuição geográfica |
| --------------- | ----------------------------------------------- | -------- | ------------------------------ | --- |
| B. arietansT    | (Merrem, 1820)                                  | 1        | Víbora-sopradora               | Maior parte da África Subsariana para sul até ao Cabo da Boa Esperança, incluindo sul de Marrocos, Mauritânia, Senegal, Mali, sul da Argélia, Guiné, Serra Leoa, Costa do Marfim, Gana, Togo, Benim, Niger, Nigéria, Chade, Sudão, Camarões, República Centro-Africana, norte, leste e sul da República Democrática do Congo, Uganda, Quénia, Somália, Ruanda, Burundi, Tanzânia, Angola, Zâmbia, Malawi, Moçambique, Zimbabué, Botsuana, Namíbia, África do Sul, também ocorre na Península Arábica, onde pode ser encontrada no sudoeste da Arábia Sauditae Iémen |
| B. atropos      | (Linnaeus, 1758)                                | 0        | Víbora-de-berg                 | Populações isoladas nas áreas montanhosas da África Setentrional: planalto de Inyanga e montanhas Chimanimani no leste do Zimbabué e Moçambique, na África do Sul ao longo das escarpas de Drakensberg na província do Transvaal, ocidente da Província de Natal, Lesoto e oriente do Estado Livre, e montanhas costeiras da Província do Cabo. |
| B. caudalis     | (A. Smith, 1839)                                | 0        | Víbora-cornunda                | Região árida do sudoeste africano: sudoeste de Angola, Namíbia, cruzando o deserto do Calaari dos sul do Botsuana, até ao norte do Transvaal e sudoeste do Zimbabué, na África do Sul desde o norte da Província do Cabo para sul até ao Karoo. |
| B. cornuta      | (Daudin, 1803)                                  | 1        |                                | Região costeira do sudoeste da Namíbia através do oeste e sudoeste da Província do Cabo na África do Sul, com algumas populações isoladas no oriente da Província do Cabo. |
| B. gabonica     | (A.M.C. Duméril, Bibron & A.H.A. Duméril, 1854) | 1        | Víbora-do-gabão                | Guiné, Gana, Togo, Nigéria, Camarões, R.D. do Congo, norte de Angola, República Centro-Africana, sul do Sudão, Uganda, Quénia, leste da Tanzânia, Zâmbia, Malawi, leste do Zimbabué, Moçambique, nordeste da Província de Kwazulu-Natal na África do Sul. |
| B. heraldica    | (Bocage, 1889)                                  | 0        | Víbora-angolana                | Planalto Central de Angola |
| B. inornata     | (A. Smith, 1838)                                | 0        |                                | Populações isoladas em Sneeuberg, leste da Província do Cabo, África do Sul |
| B. nasicornis   | (Shaw, 1792)                                    | 0        | Víbora-rinoceronte             | Desde a Guiné até ao Gana na África Ocidental, e na África Central na República Centro-Africana, sul do Sudão, Camarões, Gabão, Congo, R.D. do Congo, Angola, Ruanda, Uganda e Quénia ocidental. |
| B. parviocula   | Böhme, 1977                                     | 0        | Víbora-da-montanha-etíope      | Conhecida de sómente cinco localidades nas terras altas do sudoeste da Etiópia a altitudes desde 1700 até 2800 m. |
| B. peringueyi   | (Boulenger, 1888)                               | 0        | Víbora-do-deserto-de-peringuey | Deserto do Namibe do sul de Angola até Lüderitz, Namíbia |
| B. rhinoceros   | (Schlegel, 1855)                                | 0        |                                | África Ocidental, de Togo a oeste até a Guiné |
| B. rubida       | Branch, 1997                                    | 0        | Víbora-vermelha                | Várias populações isoladas na Província do Cabo Ocidental, África do Sul. |
| B. schneideri   | (Boettger, 1886)                                | 0        | Víbora-anã-de-namaqua          | Dunas costeiras desde próximo de Lüderitz, Namíbia, para sil até à baía de Hondeklip, Namaqualândia, África do Sul |
| B. worthingtoni | Parker, 1932                                    | 0        | Víbora-cornuda-do-quénia       | Restringida às terras altas do vale do Rifte queniano em altitudes superiores a 1500 m |
| B. xeropaga     | Haacke, 1975                                    | 0        |                                | Noroeste da Província do Cabo na África do Sul e montanhas áridas do baixo Orange, para norte até ao sul da Namíbia e Namaqualândia até Aus |

*) Não inclui subespécie nominativa.

T) espécie-tipo.

## Taxonomia
Outras espécies podem ser encontradas na literatura, como:
- B. albanica - Hewitt, 1937
- B. armata - Smith, 1826

Lenk et al. (1999) usaram dados moleculares (distâncias imunológicas e sequências de ADN mitocondrial) para estimar as relações filogenéticas entre as espécies de  Bitis. Identificaram assim quatro grupos monofiléticos principais, para os quais criaram quatro sub-géneros:
- Bitis - B. arietans
- Calechidna - B. albanica, B. armata, B. atropos, B. caudalis, B. cornuta, B. heraldica, B. inorata, B. peringueyi, B. rubida, B. schneideri, B. xeropaga
- Macrocerastes - B. gabonica, B. nasicornis, B. parviocula
- Keniabitis - B. worthingtoni

Por agora, esta divisão não trouxe grandes consequências no que à nomenclatura diz respeito. No entanto, a definição de sub-géneros é frequentemente um sinal de uma divisão iminente.